# Yassine Salhi (marokański piłkarz)
Yassine Salhi (arab. ياسين الصالحي, ur. 3 października 1987 w Casablance) – marokański piłkarz, grający jako napastnik w Widadzie Sefrou. Pięciokrotny reprezentant kraju.

## Klub

### Początki
Zaczynał karierę w Raja Casablanca, w drużynach juniorskich grał do 2009 roku.

### Raja Casablanca
1 lipca 2009 roku został przesunięty do pierwszego zespołu Raja Casablanca. W sezonie 2010/2011 został mistrzem Maroka.
W sezonie 2011/2012 (pierwszym dostępnym na stronie Transfermarkt) zagrał 20 meczów, strzelił 7 goli i miał 3 asysty. Zdobył też puchar Maroka.
W kolejnym sezonie zagrał 18 meczów, strzelił 7 goli i miał 3 asysty. Po raz drugi został mistrzem kraju.
W sezonie 2013/2014 wystąpił w 18 meczach, strzelił dwa gole i miał 7 asyst.
W kolejnym sezonie wystąpił w 13 spotkaniach, strzelił dwa gole i miał 3 asysty.
W sezonie 2015/2016 zagrał 9 spotkań i strzelił 3 gole.

### Al Kuwait Kaifan
30 stycznia 2016 roku został wypożyczony na pół roku do Al Kuwait Kaifan.

### Moghreb Tétouan
1 września 2016 roku został zawodnikiem Moghrebu Tétouan. W tym zespole zadebiutował 29 października 2016 roku w meczu przeciwko FAR Rabat (3:1 dla Moghrebu). W debiucie strzelił gola – do braki trafił w 92. minucie. Łącznie zagrał 20 spotkań i strzelił 7 goli.

### Al Dhafra FC
19 stycznia 2017 roku został wypożyczony na pół roku do Al Dhafra FC. W emirackim klubie debiut zaliczył dzień później w meczu przeciwko Al-Wasl Dubaj (1:1). W debiucie trafił do bramki w 91. minucie. Pierwszą asystę zaliczył 3 marca 2017 roku w meczu przeciwko Emirates Club (0:3). Asystował przy bramce Khalida Al-Hajriego w 63. minucie. Łącznie zagrał 12 meczów, w których strzelił 8 goli i miał 4 asysty.

### Al Orooba
1 lipca 2018 roku został zawodnikiem Al Orooba.

### Raja Beni Mellal
3 stycznia 2020 roku został zawodnikiem Raja Beni Mellal. W tym klubie zadebiutował 18 stycznia 2020 roku w meczu przeciwko FAR Rabat (1:0 dla stołecznego klubu). Wszedł na boisko w 71. minucie, zastępując Mohameda El Idrissiego. Pierwszego gola strzelił 21 lutego 2020 roku w meczu przeciwko Raja Casablanca (1:2 dla zespołu z Casablanki). Do siatki trafił w 84. minucie. Łącznie zagrał 7 spotkań, w których strzelił 2 gole.

### Dalsza kariera
1 listopada 2020 roku odszedł na wolny transfer. 31 stycznia 2024 roku podpisał kontrakt z Widadem Sefrou.

## Reprezentacja
W reprezentacji Maroka zagrał 10 spotkań i strzelił siedem goli, zaliczył też trzy asysty. Pierwszy mecz zagrał 25 maja 2012 roku w meczu przeciwko reprezentacji Senegalu (0:1 dla rywali Maroka). Na boisku spędził 77 minut.